# دیو برد
دیو برد (انگلیسی: Dave Bird؛ زادهٔ ۲۶ دسامبر ۱۹۸۴) بازیکن فوتبال اهل بریتانیا است.
از باشگاه‌هایی که در آن بازی کرده‌است می‌توان به باشگاه فوتبال گلاستر سیتی، باشگاه فوتبال کیدرمینستر هاریرس، و باشگاه فوتبال چلتنهام تاون اشاره کرد.